# Hoffmann-féle körkemence

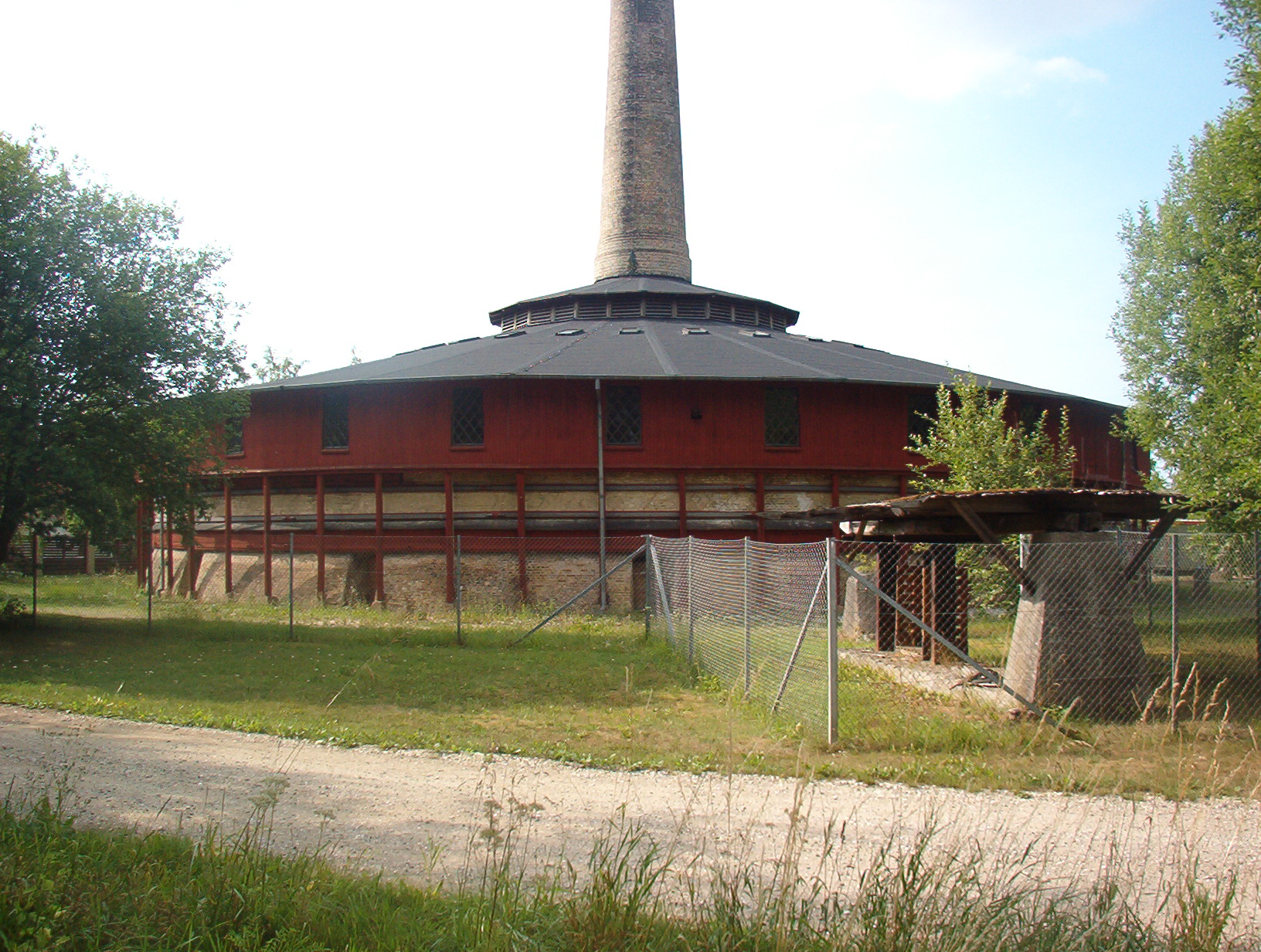
A Nivaagaard Teglværks (Nivaagaardi Téglagyár) körkemencéje az eddigi ismeretek szerint a legrégebbi létező körkemence a világon

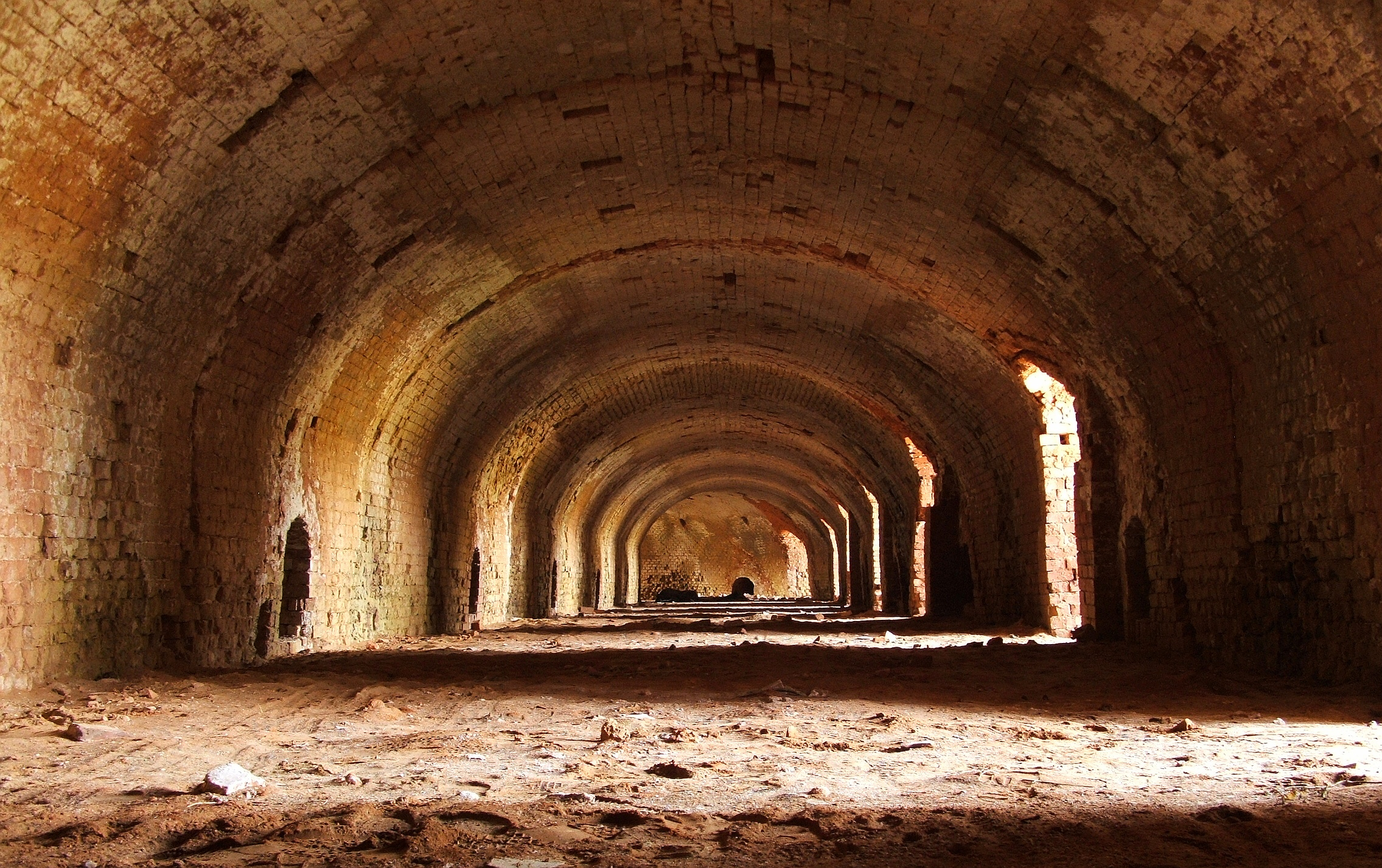
A szentesi Zsoldos-téglagyár körkemencéje a gyár bezárása után. Balra a füstcsatornák, felül a boltozat szén adagoló nyílásai, jobbról a kamrák ajtajai láthatók.

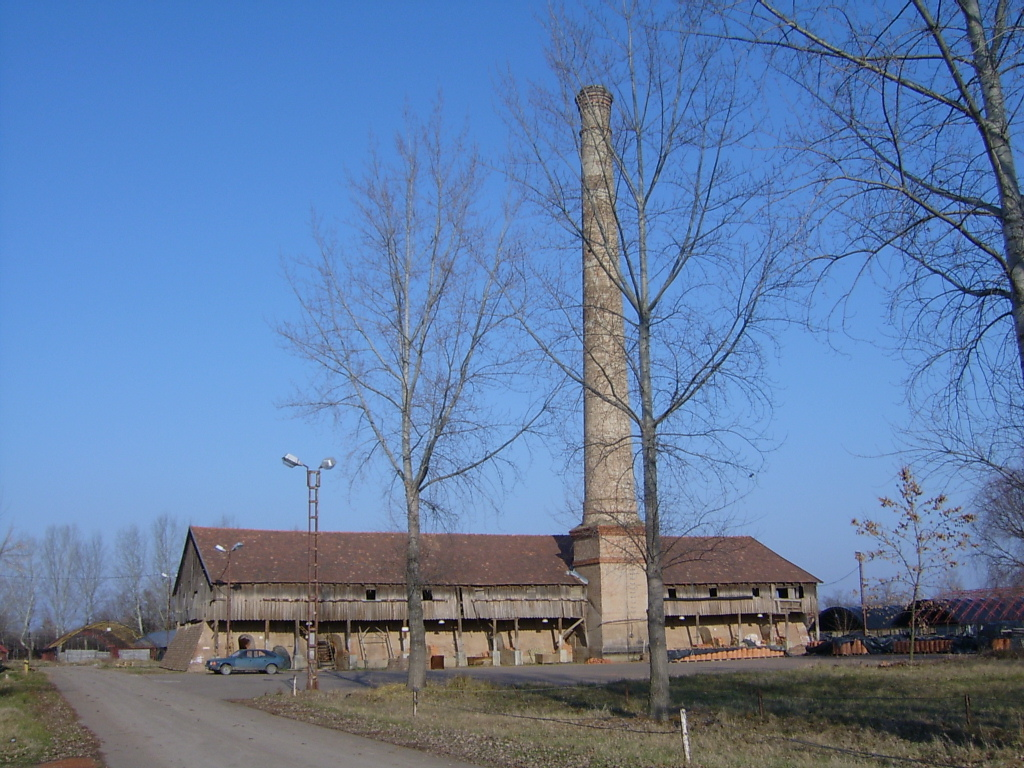
A szentesi Zsoldos-téglagyár körkemencéje és kéménye

A Hoffmann-féle körkemence a folyamatos tégla- és mészégetés hatékony eszköze. Az eljárást Friedrich Eduard Hoffmann (1818 – 1900) német mérnök dolgozta ki 1858-ban.

## A kemence felépítése
A Hoffmann-féle körkemence égetőtere egy kör vagy ovális alakú, önmagába visszatérő, boltozatos kialakítású csatorna, melynek külső részén ajtónyílások, belső részén azonos számú füstelvezető nyílás található. Ez utóbbiak közös füstgyűjtőcsatornán keresztül a kéménybe torkollanak. A kemence égetőterét az égetés szempontjából kamrákra osztják. Ahány ajtónyílása van egy adott kemencének, annyi kamrásnak nevezzük. A 12–24 kamrás kemencék a legelterjedtebbek. Az égetőtérbe felülről juttatják be az égetéshez szükséges szenet. Ebből a célból a kemence boltozatába kis méretű nyílások vannak elhelyezve, amik a tűz megfigyelését is szolgálják és fedőkkel elzárhatók.

## Működési elv
A kemence üzeme során az égetőtérben uralkodó huzatot használja a kiégetett téglák hűtéséhez, az égetés alatt álló téglák meleg, oxigénben dús levegővel való ellátásához (energiatakarékosság céljából) és az égetésre váró téglák előmelegítéséhez. Ezekben a kemencékben 60-70%-kal kevesebb tüzelőanyag fogy el, mint a szakaszosan égő kemencékben.

### 14 kamrás kemence esetében
Egyszerre két egymás melletti kamra ajtaját tartják nyitva (pl. 1. és 2. kamra), a többi be van falazva. A nyitott kamrák közül az 1.-be rakják be a nyers téglát a 2.-ból pedig hordják ki a már kiégetett és kihűlt téglákat. Az 1. és a 12. kamra egymástól egy erős papírlappal (régebbi tervezésű kemencéknél vasajtóval) el van zárva egymástól. A papírlapot a már berakott téglákra terítik függőlegesen, és a huzat fogja oda. Célja, hogy a levegő áramlását megakadályozza. A levegő a nyitva lévő 1. és 2. kamrákon át jut be a kemencébe és a papírlap miatt a 3. kamra felé áramlik. A 3.–8. kamrában kiégetett téglákkal érintkezik, amiket a kirakáshoz lehűt és ezáltal felmelegedve jut a 8. kamrába. A 8. kamrában égés, a 9.-ben pedig előizzás folyik. Mind a két kamrába szenet lapátolnak a kemence boltozatában lévő nyílásokon keresztül az égés fenntartására. Az égetés helyéről továbbhaladó forró levegő most már füstgáz formájában kiégetetlen téglákkal érintkezik, melyek közül az égés helyszínéhez közelebb lévőket izzásba hozza, a távolabbi kamrákban lévőket pedig felmelegíti. A 11. és a 12. kamra nyitott füstcsatornáin át távozik a lehűlt füstgáz a kéménybe.
A kemencében a zárólaptól a téglák kiégésének folyamatát követve 1 előszárító-, 4 füstgáz-, 1 előtűz-, 1 főtűz- és 1 utótűzkamra, 4 hűlő- és 2 munkakamra található.
Ha a főtűzkamrában égetett téglák égetése elkészült, minden folyamat egy kamrával tovább lép. A kemence folyamatos üzeme során a tűz körben halad, tehát az egyes kamrák égetésben betöltött szerepe folyamatosan változik.

## Külső hivatkozások
- A kémia és vívmányai, I. rész, Kir. Magy. Természettudományi Társulat, Budapest, 1940.
- A Pallas nagy lexikona: Téglagyártás
- Daloskönyv: A Hoffmann-féle körkemence